# Leopoldia maritima
Leopoldia maritima är en sparrisväxtart som först beskrevs av René Louiche Desfontaines, och fick sitt nu gällande namn av Filippo Parlatore. Leopoldia maritima ingår i släktet Leopoldia och familjen sparrisväxter. Inga underarter finns listade i Catalogue of Life.